# Юдита вбиває Олоферна (Джентілескі, Флоренція)
«Юдита вбиває Олоферна» — відома картина художниці епохи бароко Артемізії Джентілескі, що зображує вбивство Олоферна з апокрифічної Книги Юдити. Твір створено 1620 року, зараз він зберігається у галереї Уффіці, Флоренція. У порівнянні з її ранішою інтерпретацією з Неаполя (близько 1612 р.), є тонкі, але помітні вдосконалення композиції та деталізованих елементів твору. Ці відмінності демонструють майстерність  барокової художниці, яка вміло використовує світлотінь і реалізм, щоб виразити бурхливу напругу між Юдитою, служницею Аброю та вмираючим Олоферном.

## Опис
Джентілескі зосереджує свою роботу на процесі вбивства, що змушує погляд починати серед потоків крові, кінцівок і металу. Її здатність відображати жорстокий реалізм проявляється, зокрема, в деталях, таких як дуга крові сонної артерії, що розбризкується по всьому центру. Ця сцена демонструє використання світлотіні, або різкого контрасту між світлом і темрявою, як у прямому, так і в переносному сенсі.
Олоферн марно намагається натиснути на Абру, коли дві жінки силою кидають його вниз. Їхні рукави засукані, ніби вони виконують неминучу домашню роботу, а їхні обличчя виражають непохитну рішучість. Юдита з великою силою встромляє в горло вертикальний меч,у формі, що натякає на хрест. Абра зображена молодою жінкою,майже як дзеркало Юдити, що відрізняється від інших зображень, де її представляли літнього віку . Вона міцно тримає ліву руку їхньої жертви, коли він у відчаї штовхає її в груди. Олоферн, чия кров ллється і бризкає насичено-червоним, щоб контрастувати з білими простирадлами його смертного ложа, переможений і без надії.

## Тема

### Книга Юдити
Її сандалія зачарувала його око,
Її краса полонила його душу,
Меч пройшов через його шию.— 
Книга Юдити — це старобіблійний текст, який розповідає про тріумф Юдити, єврейської вдови з Бетулії, у вбивстві нею ассирійського воєначальнийка Олоферна. Бетулія перебувала в облозі і була на межі капітуляції після вторгнення ассирійської армії. Не маючи змоги стояти осторонь, поки її народ страждає, Юдита вирішила здійснити божественне правосуддя, убивши їх полководця Олоферна. Це стало передумовою розгрому ассирійського війська.
Задумавши вдавати капітуляцію, Юдита вбралася в пишне вбрання, щоб спокусити Олоферна. Разом зі своєю служницею Аброю ці дві жінки підійшли до ворожого табору з почестями, які дозволили їм увійти до нього. Олоферн швидко піддався Юдиті і запросив її на бенкет до своїх приватних покоїв невдовзі після її прибуття.
У ніч бенкету Олоферн напився до втрати свідомості, святкуючи свою гадану перемогу. Юдита, з якою він сподівався на секс, скористалася цією можливістю завершити своє завдання. Його мечем вона двома ударами обезголовлює Олоферна. Потім Юдита і Абра повертаються до Бетулії з відрубаною головою воєначальника в мішку, фактично закінчивши конфлікт.

### Католицька Реформація
Мистецтво бароко виникло під час Католицької Реформації (також відомої як Контрреформація) у XVII столітті. Це був період, коли протестантизм швидко набирав поширення в Європі, як альтернатива католицизму, що загрожувало могутності Римо-Католицької Церкви. Ця нова теологія принципово заперечувала сприйняте поклоніння релігійній іконографії на підставі ідолопоклонства, керуючись такими діячами, як Жан Кальвін і Мартін Лютер. У відповідь Тридентський собор підтвердив важливість образотворчого мистецтва для католицької віри. Мистецтво бароко служило розширенням впливу католицької церкви, найчастіше зображуючи історичні та релігійні образи через підвищений реалізм.
Юдита— це постать, яку з часом сприйняли та відкинули католицька та протестантська конфесії. Дійсно, залежно від потенційного використання Юдти у християнському наративі, вона є або символом чистоти, або спокуси. Але під час католицької Реформації Юдита найчастіше залишалася символом божественної чесноти на противагу єретику Олоферну.

## Історія

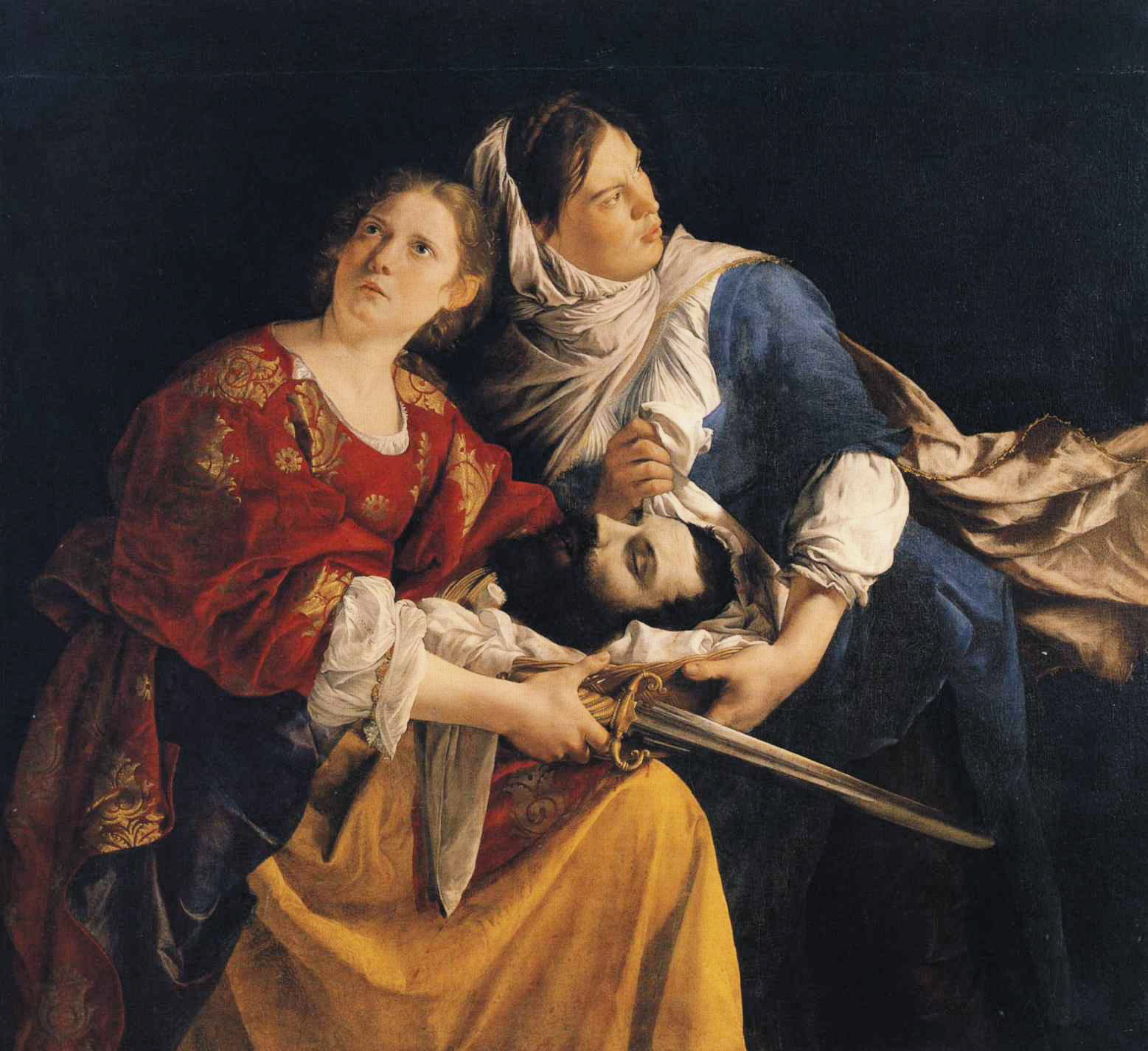
«Юдита та її служниця з головою Олоферна», Ораціо Джентілескі, 1624 р.

Джентілескі була однією з багатьох художників та художниць, які використовували Юдиту як визначну і повторювану тему протягом усього періоду бароко. Близько 1610 року Ораціо Джентілескі, батько Артемізії Джентілескі, намалював картину «Юдита та її служниця з головою Олоферна». Художник і його донька-художниця надають сцені нагальності, обираючи моменти в історії, сповнені напруженням.
Ця схожість у темі та композиції могла бути пов'язана з роботами Мікеланджело Мерізі да Караваджо, чий стиль так вплинув на Джентілескі. Його відоме зображення Юдити, яка обезголовлює Олоферна з кінця XVI століття, більше зосереджувалося на конфлікті, ніж бачили раніше.

Караваджо «Юдита й Олоферн», бл. 1598-99

Юдита з Уффіці була замовлена великим герцогом Козімо II Медічі, який відповідав за патронаж мистецтва при дворі Медічі. Імовірно, Козімо бачив оригінальну неаполітанську Юдиту і попросив зробити варіацію для своєї дружини Марії Магдалини. Зрештою картина буде включена до колекції творів мистецтва в палаці Пітті, де зображені біблійні героїні. Як плату за свою роботу Джентілескі отримала 50 скуді.
Наприкінці 1700-х років одна Велика Герцогиня не схвалювала жахливе зображення звичайно боязкої сцени і наказала перенести картину в ізольовану частину Уффіці. Там вона залишалася до ХХ століття, коли ця картина, включно з багатьма іншими, була пошкоджена під час терористичного вибуху в палаці Пітті в 1993 році. Після реставрації картину знову розмістили в основному периферійному місці в межах галереї. Тепер найвидатніший твір Джентілескі ділить місце з іншими великими художниками бароко, включаючи Караваджо.

## Інтерпретація

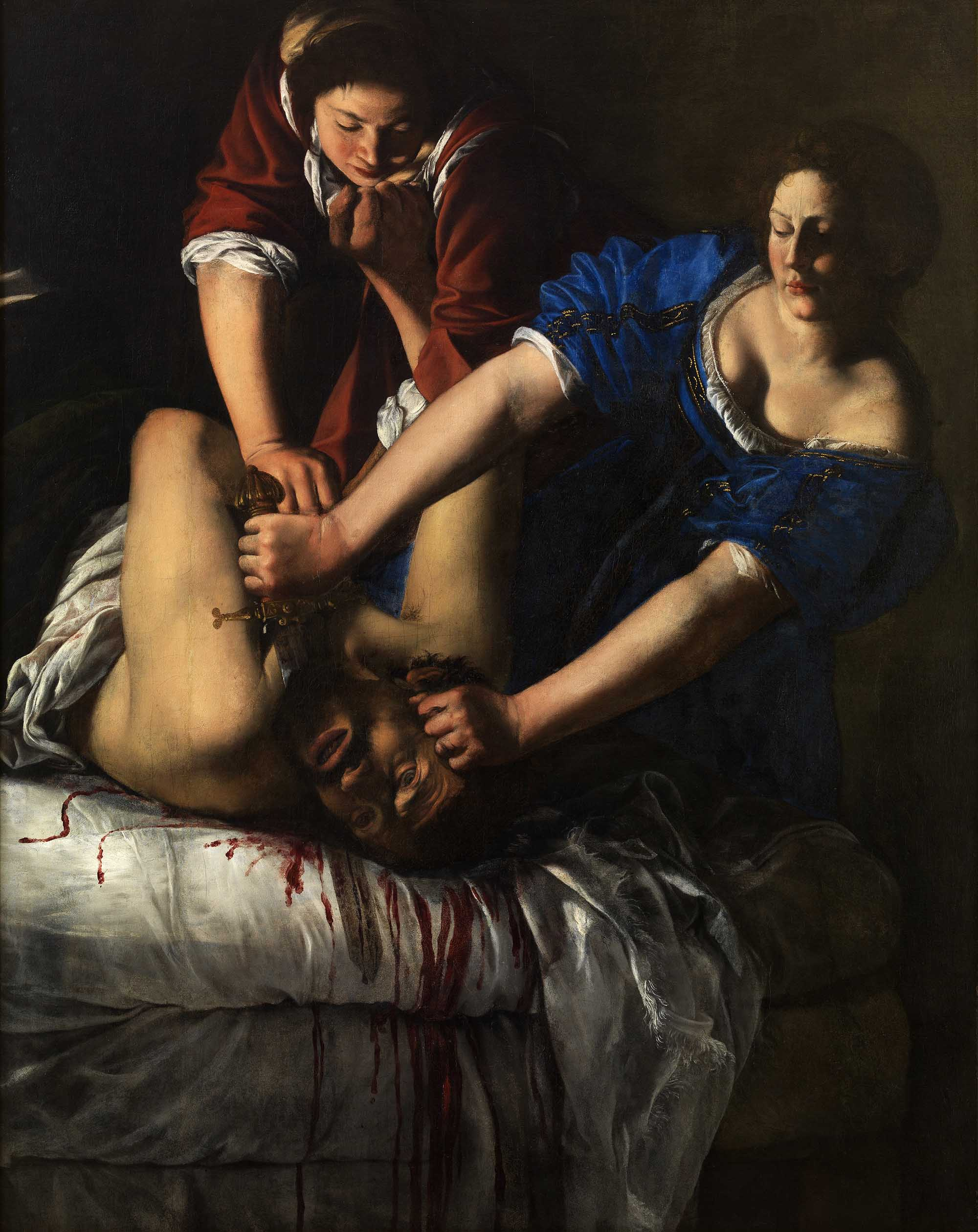
Артемізія Джентілескі, «Юдита вбиває Олоферна», c 1612, Музей Каподімонте, Неаполь, Італія

### Художниця
Артемізія Джентілескі народилася в Римі в 1593 році і була єдиною донькою художника- маньєриста Ораціо Джентілескі та Пруденції Монтоне Джентілескі. Ораціо помітив талант Артемізії як художниці в ранньому віці та допоміг його розвивати. До 1610 року вона успішно створила «Сусанну та старців», яка стала її першою підписаною картиною. Невдовзі після її художнього дебюту художник Агостіно Тассі, колега Ораціо, якого найняли навчати Артемізію лінійній перспективі, зґвалтував молоду Артемізію. Пізніше було призначено публічний судовий процес, який тривав до літа 1612 року. Під присягою та під час катувань Сибіли, Артемізія заприсягнулася: «Це правда, правда, правда, правда, все, що я сказала». Зрештою Тассі було визнано винним у злочині та тимчасово вигнано з Риму.
Ця історія є актуальною, оскільки раннє життя Джентілескі сформулювало перспективи багатьох сучасних феміністських істориків мистецтва, у тому числі Мері Гаррард, і, зокрема, у випадку картин «Юдита вбиває Олоферна».

#### Юдитаяк автопортрет
Існує зразок використання Джентілескі її фігури як моделі у своїй роботі, що дало художниці вроджену здатність передавати жіночу форму. Хоча ця практика не вважатиме кожну картину автопортретом, є ті, що мають саме такий намір, включаючи такі роботи, як «Автопортрет у вигляді святої Катерини Александрійської» 1616 року та «Автопортрет як алегорія живопису» бл. 1628 року. Жанр автопортрета був популярний у той час завдяки таким художникам, як Караваджо та Рембрандт.

Проте, чи є різноманітні Юдити алегоричними автопортретами чи ні, це досить спірне питання. Жорстоке зображення Джентілескі теми Юдити, за словами Мері Гаррард, найчастіше робиться паралельно до травматичних подій у її ранньому житті та зосереджується на гендерній непокорі. Навпаки, такі вчені, як Гризельда Поллок та Олена Чілетті заперечують цю точку зору, стверджуючи натомість, що майже постійна згадка про насильство над нею лише обмежує сприйняття творчості Джентілескі.

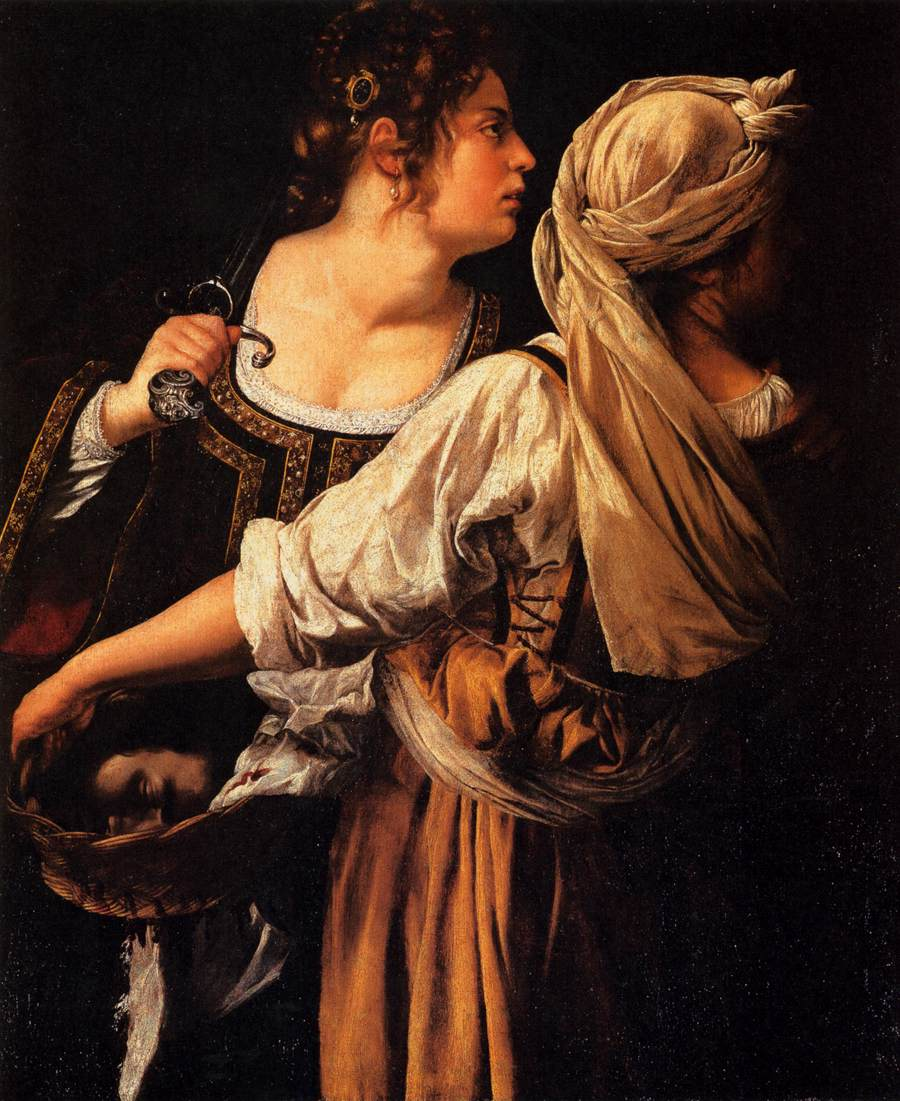
Артемізія Джентілескі, «Юдита та її служниця», c. 1618, полотно, олія. Галерея Палатина, Палаццо Пітті, Флоренція
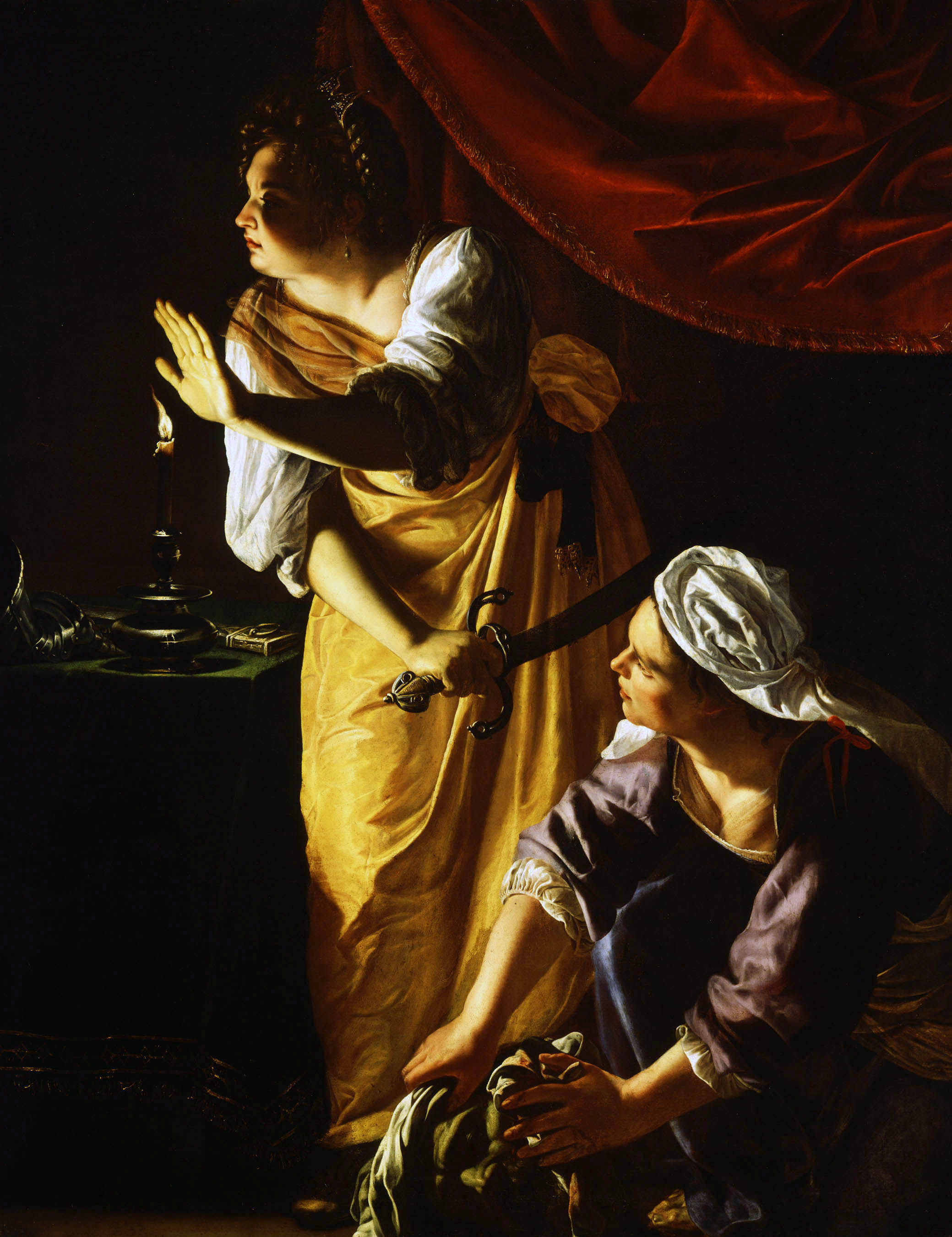
Артемізія Джентілескі, «Юдита та її служниця», c. 1625, полотно, олія. Детройтський інститут мистецтв, США